# Internationale Tourismus-Börse

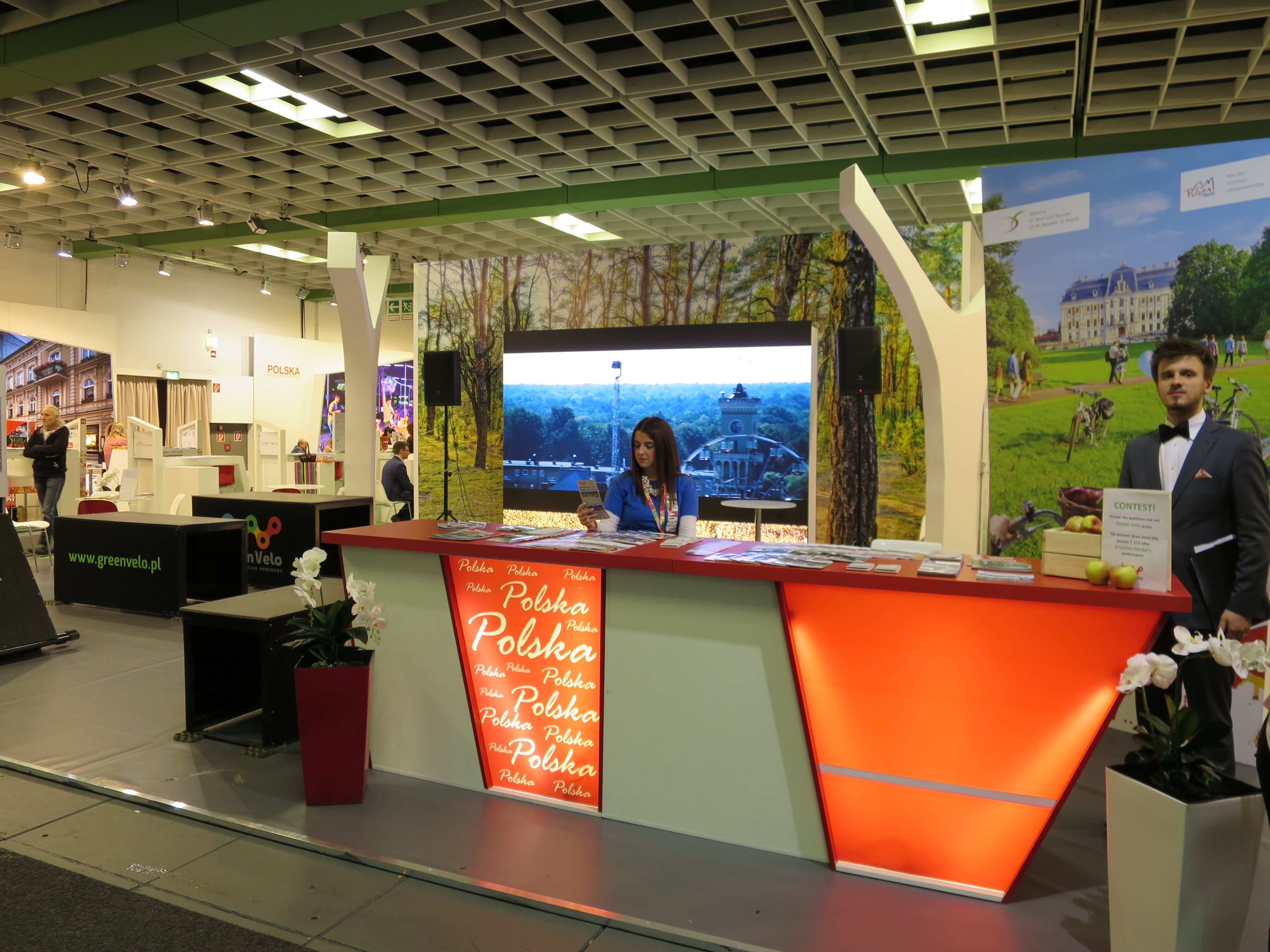
Stoisko recepcyjne Polski, ITB Berlin 2017

Internationale Tourismus-Börse (Międzynarodowa Giełda Turystyczna), w skrócie ITB Berlin – cykliczna impreza targowa organizowana od 1966 w marcu na terenach Targów Berlińskich.
Jest to największa impreza handlowa przemysłu podróżniczego w świecie. Towarzyszy jej też branżowy kongres.
W 2011 krajem partnerskim targów była Polska (a dokładniej: reprezentująca kraj Polska Organizacja Turystyczna).
W 2016 odbyła się 50. jubileuszowa edycja ITB Berlin.